# 프로그레시브 하우스
프로그레시브 하우스 (Progressive house)는 트랜스 음악의 하위 장르로 90년대 초중반에 영국에서 태동한 것으로 알려져 있다. 2000년대 초반부터 티에스토, 아르민 판 뷔런과 같은 트랜스 DJ들이 일반 트랜스보다 다소 느린 BPM의 곡들을 믹스셋에 넣으면서 대중들에게 본격적으로 알려지게 되었다. 1980년대 말 미국, 유럽 하우스 뮤직의 점진적 진보로서 영국에서 처음 개발되었다.

## "진보"
현재에는 "진보적이다"라는 특성 때문에 프로그레시브 트랜스를 단 한가지로 단정지을 수 없다. 기존 프로그레시브 하우스나 프로그레시브 트랜스 등의 서로의 경계에 있는 모호한 곡들이 많이 나오게 되어 현재는 "프로그레시브 하우스", "프로그레시브 트랜스", "테크 트랜스", 그리고 "일렉트로 하우스" 모두를 "프로그레시브"라는 독립된 장르로 지칭하는 것이 추세이다. 그러나 프로그레시브 트랜스는 분위기(Mood)의 측면에서 기존의 트랜스가 가지던 특성과 고유의 구성인 "브레이크다운"을 가지고있는 것은 공통분모이며 그에 의하여 구분지을 수 있다.
프로그레시브 장르는 '진보적인'이라는 사전적 정의에서 비롯된 장르다. 기존 하우스(House)와는 달리 조금 더 튀고 몽환적인 신스음을 사용하고 트랜스와 같이 브레이크다운이 있는 곡이 많으며, 기존 트랜스에 비해서는 더욱 차분해지고 절제되어있으며 그루브(Groove)해진 형태를 취한다. 그래서 BPM은 125~138정도로 140 내외의 일반적인 트랜스보다는 낮은 편이며 4/4 비트의 드럼라인, 그리고 브레이크다운을 제외하면 앰비언트(Ambient)나 칠아웃(Chill-Out) 장르와 같은 느낌을 주기도 한다. 최근엔 브레익스(Breaks)와의 접목을 꾀하여 기존의 구성에 브레이크 비트(Break Beat)를 사용하는 곡들도 많다.

## 융화
현재 부상하고 있는 일렉트로(Electro)와도 많이 융화되어 새로운 사운드를 들려주기도 한다. 하우스의 리듬을 차용해서 대표적으로 베이스라인이 기존 트랜스의 라인에서 벗어나 그루브(Groove)한 라인을 타는 것이 추세이다. 구성 또한 하우스의 구성을 차용해서 기존의 트랜스에서 통칭되어오던 구성인 "인트로 - 브레이크다운 - 업리프팅 - 클라이막스 - 아웃트로"에서 약간의 변화를 주어 클라이막스 파트에서는 인트로의 구성을 다시 사용하여 좀 더 단순한 구조로 바뀌는 편곡 방식 또한 특징이다.
몽환적이라는 면에서 에픽 트랜스와 굉장히 유사하며 거의 분간이 가지 않을 정도일 때도 많다. 에픽 트랜스,업리프팅 트랜스와 함께 모아서 EUROTRANCE로 부르기도 한다. 또한 비슷한 성질로써 스태디움 트랜스(stadium trance)와 드림 트랜스(dream trance) 등도 꼽을 수 있다.

## 아티스트
대표적인 아티스트로는 아르민 판 뷔런, 티에스토, 앤디 무어, 마르쿠스 슐츠, 사샤, Avicii, 
론스키 스피드, 데니스 셰퍼드, 딩카, PROFF, Lange, 올리버 스미스, 시그널러너스, 트리토널 등을 들 수 있다.

## 같이 보기
- 전자 음악 장르 목록